# Nước thánh

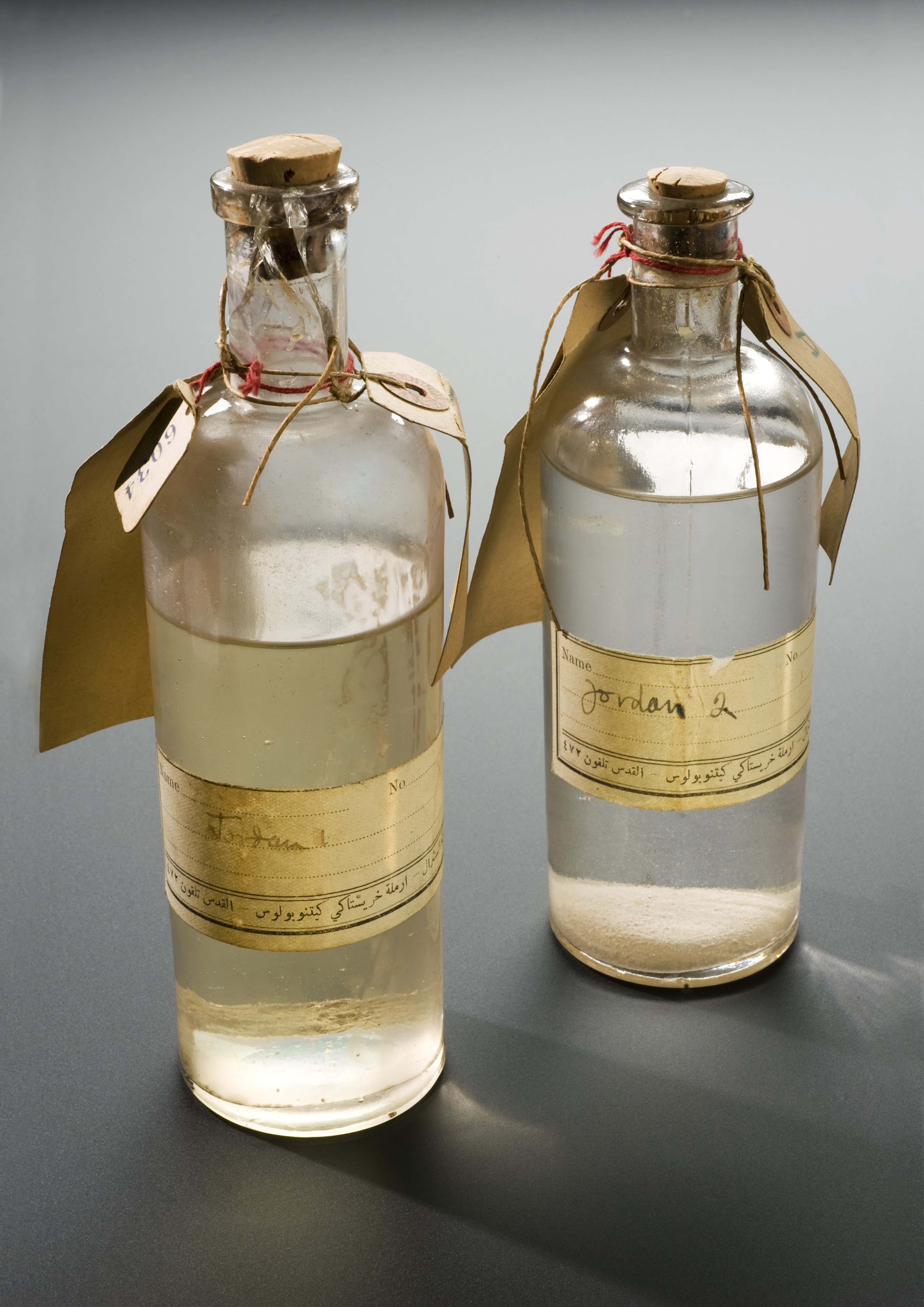
Hai chai nước thánh thiêng chiết từ sông Jordan được trưng bày vào năm 1930

Nước thánh (Holy water) hay còn gọi là nước làm phép  là nước đã được một giáo sĩ hoặc một chức sắc tôn giáo ban phước hoặc nước được lấy từ giếng thánh hoặc suối ở những nơi được coi là vùng nước thiêng. Việc sử dụng nước để làm nghi thức thanh tẩy trước khi rửa tội và tẩy rửa tâm linh diễn ra phổ biến trong một số tôn giáo, từ Cơ đốc giáo cho đến đạo Sikh. Việc sử dụng nước thánh như một bí tích để bảo vệ chống lại cái tà ác là phổ biến ở những người theo Giáo hội Luther, Anh giáo, Giáo hội Công giáo La Mã và các Kitô hữu phương Đông. Cũng trong Công giáo, Giáo hội Luther, Anh giáo, Chính thống giáo phương Đông và Chính thống giáo Cổ Đông phương cùng một số Giáo hội Cơ đốc giáo thì nước thánh là nước có được sự thánh thiêng hóa do được một linh mục làm phép nhằm mục đích rửa tội, Ban phước cho người, địa điểm và đồ vật, thú vật, hoặc như một cách thức xua đuổi ma quỷ thông qua nghi lễ trừ tà. Rảy nước thánh được sử dụng như một bí tích nhớ lại lễ rửa tội. Trong phụng vụ, nước thánh là nước thông thường được làm phép trong Thánh lễ hoặc sau đó. Nước thánh được thừa tác viên có chức thánh làm phép. Khi người tín hữu vào nhà thờ và chấm tay vào một bình nước, thì họ thâm tín rằng nước đó không phải như nước máy hay nước giếng, nhưng họ coi đó là nước thánh hoặc nước phép.

## Ghi nhận

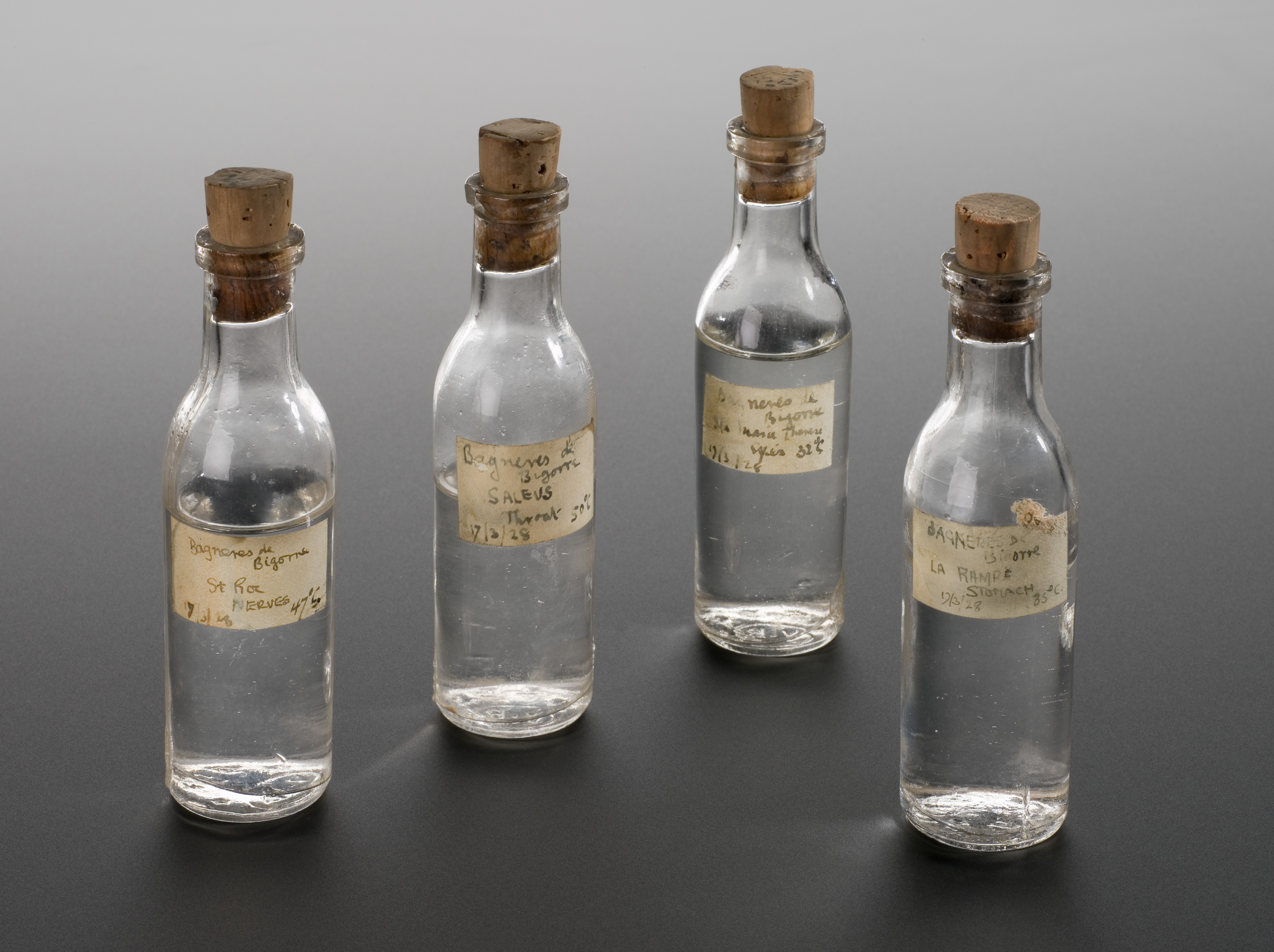
Mẫu nước thánh Lộ Đức chứa trong những chai nước thuốc, được cho là có công dụng chữa lành

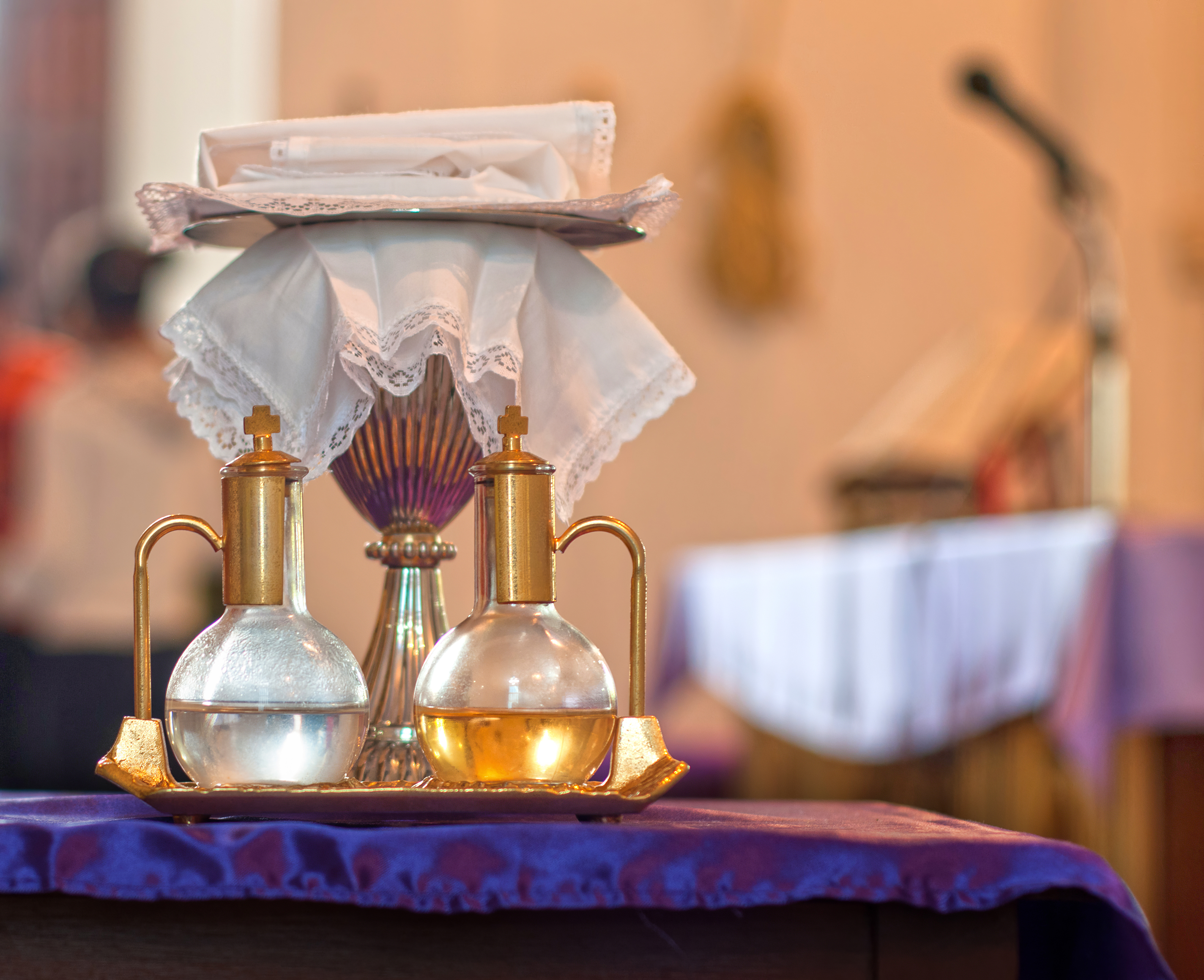
Nước thánh và rượu thánh thể trong một buổi Thánh lễ

Nước Lộc Đức (Lourdes water) là nước chảy từ một con suối ở Hang động Massabielle (Mát-xa-bi-en) ở Thánh đường Đức Mẹ Lộ Đức ở Pháp. Theo truyền thống Công giáo, vị trí của con suối được mô tả là đã xảy ra cảnh tượng Bernadette Soubirous chứng kiến Đức Mẹ hiện ra (Đức Mẹ Lourdes) vào ngày 25 tháng 2 năm 1858. Kể từ thời điểm đó, nhiều triệu người hành hương đến Lộ Đức đã tuân theo chỉ dẫn của Đức Trinh Nữ Maria là "uống nước suối và tắm trong đó", nhiều người đã tuyên bố đã được chữa khỏi bệnh bằng cách uống lấy nước thánh hoặc tắm trong dòng nước thánh này và chính quyền Lourdes cung cấp nó miễn phí cho người hành hương, thậm chí còn phát ca cho họ múc về. Nhiều tín đồ cho rằng nước Lộc Đắc giúp cải thiện sức khỏe, nhưng có nguy cơ người bệnh có thể ngừng điều trị y tế hiệu quả nếu họ quá tin tưởng vào loại nước này.
Nước suối Lourdes được phân tích lần đầu tiên ngày 7 tháng 8 năm 1858 và cho thấy nó là nước bình thường. Nhà hóa học Filhon, giáo sư Đại học Toulouse liệt kê các thành phần hóa chất của nước. Bao gồm đầy đủ cả: Carbonat, clorat, silicat, calcium, sắt, mangesium, phosphor, amomiac, pồ-tạt và các muối khoáng khác. "Từ những phân tích trên, chúng tôi kết luận: Mẫu nước mạch Lourdes không có gì đặc biệt, chỉ là nước uống bình thường, nó không chứa đựng chất nào chữa bệnh cả. Hiệu quả chữa bệnh của nó mà người ta gán cho không nằm trong nước. Tối thiểu nền văn minh khoa học hiện đại xác minh như vậy. Các muối khoáng tan trong nước không có chi khác biệt với nước uống bình thường khác. Uống nước này không gây hiệu quả có hại hoặc có lợi nào cả".
Ở Việt Nam có phát sinh sự việc nhóm "Trừ quỷ Bảo Lộc" chữa bệnh bằng nước thánh, nhóm này dùng nước thánh (loại nước do các đối tượng tự chế), cầu nguyện để khấn cho các gia đình hiếm muộn có con và cho rằng nhóm này có “nguồn nước thánh thiên” là để chữa Covid-19 vì bệnh này là do ma quỷ xen vào, nó không sợ nóng, không sợ lạnh và cũng không sợ lửa, nhưng lại sợ nước. Họ yêu cầu các con bệnh ăn chay, uống nước thánh, còn gọi là “Nguồn thánh thiên” mà thực chất chính là nước lã được lấy từ giếng của gia đình đối tượng hút lên từ giếng nước trong nhà rồi đóng chai, dán nhãn “Nguồn Thánh Thiên”, đây chỉ là nước máy được hút lên bồn inox rồi đóng chai. Tuy vậy, Sở Y tế Lâm Đồng khẳng định loại nước đóng chai mang tên “nguồn Thánh Thiên” có nguồn gốc từ nhóm tự xưng “Trừ quỷ Bảo Lộc” ở thành phố Bảo Lộc, Lâm Đồng không chữa được bệnh COVID-19 như nhóm này tuyên truyền.

## Hình ảnh

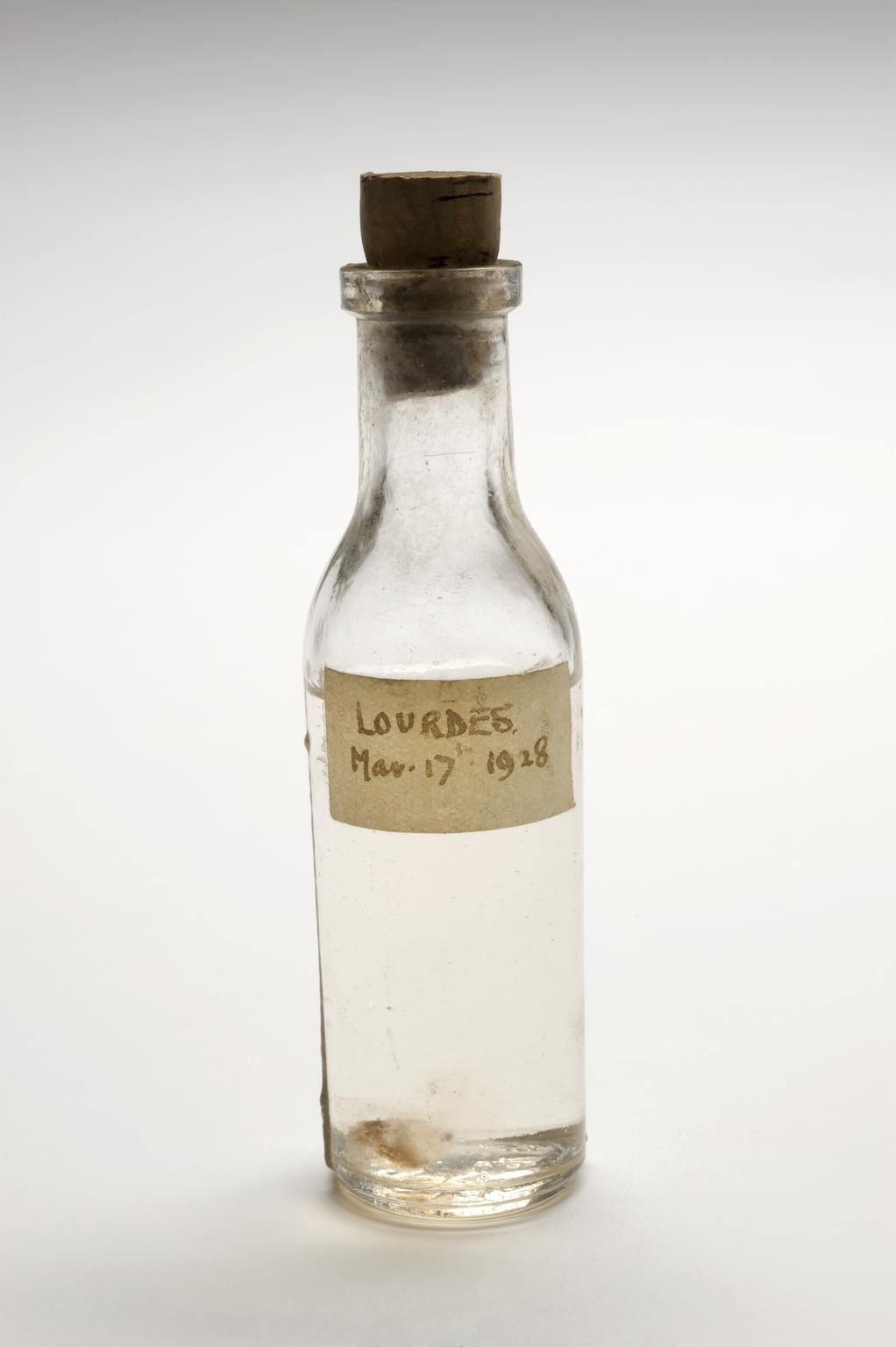
Chai nước thuốc ở Pháp
Múc nước thánh
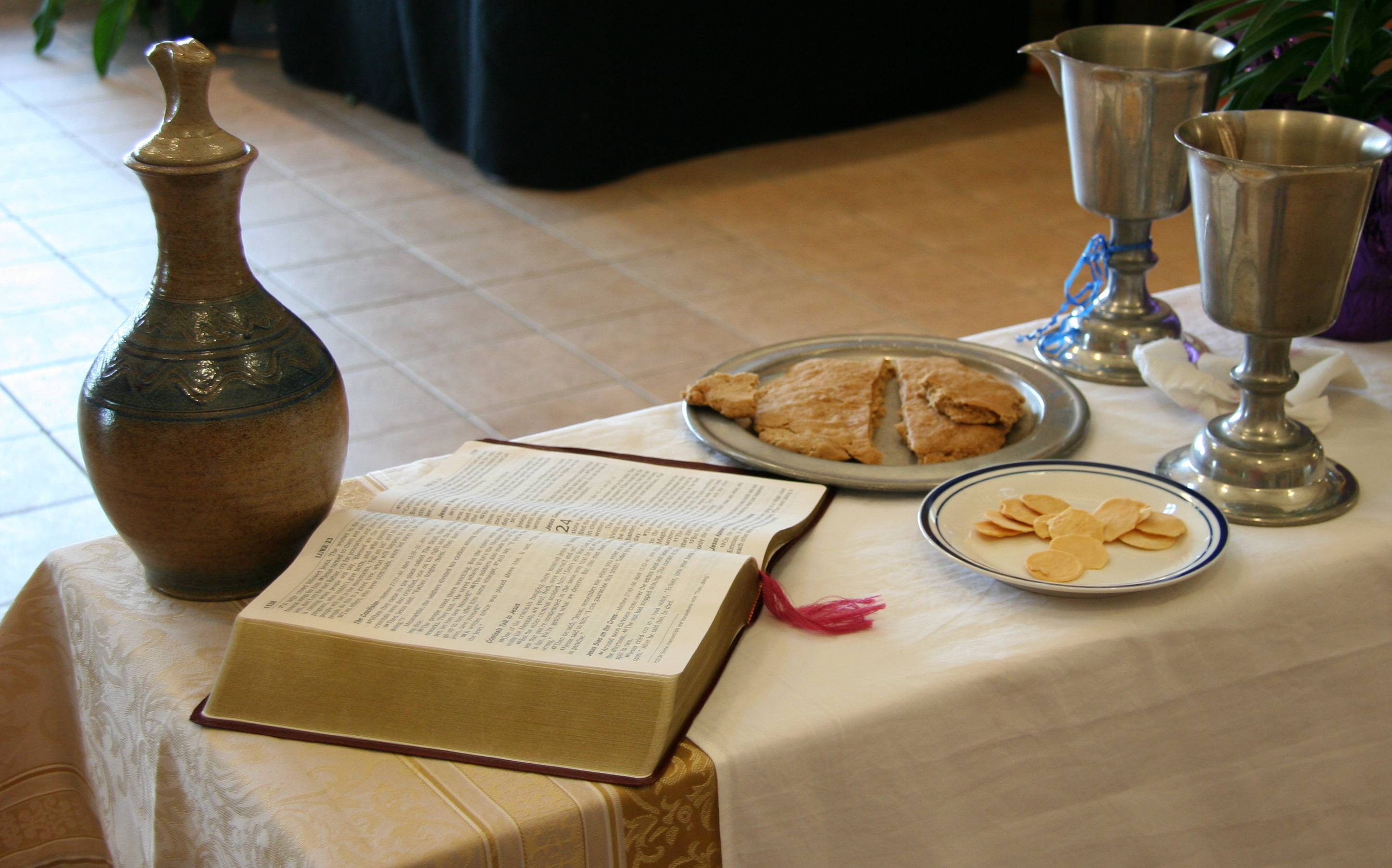
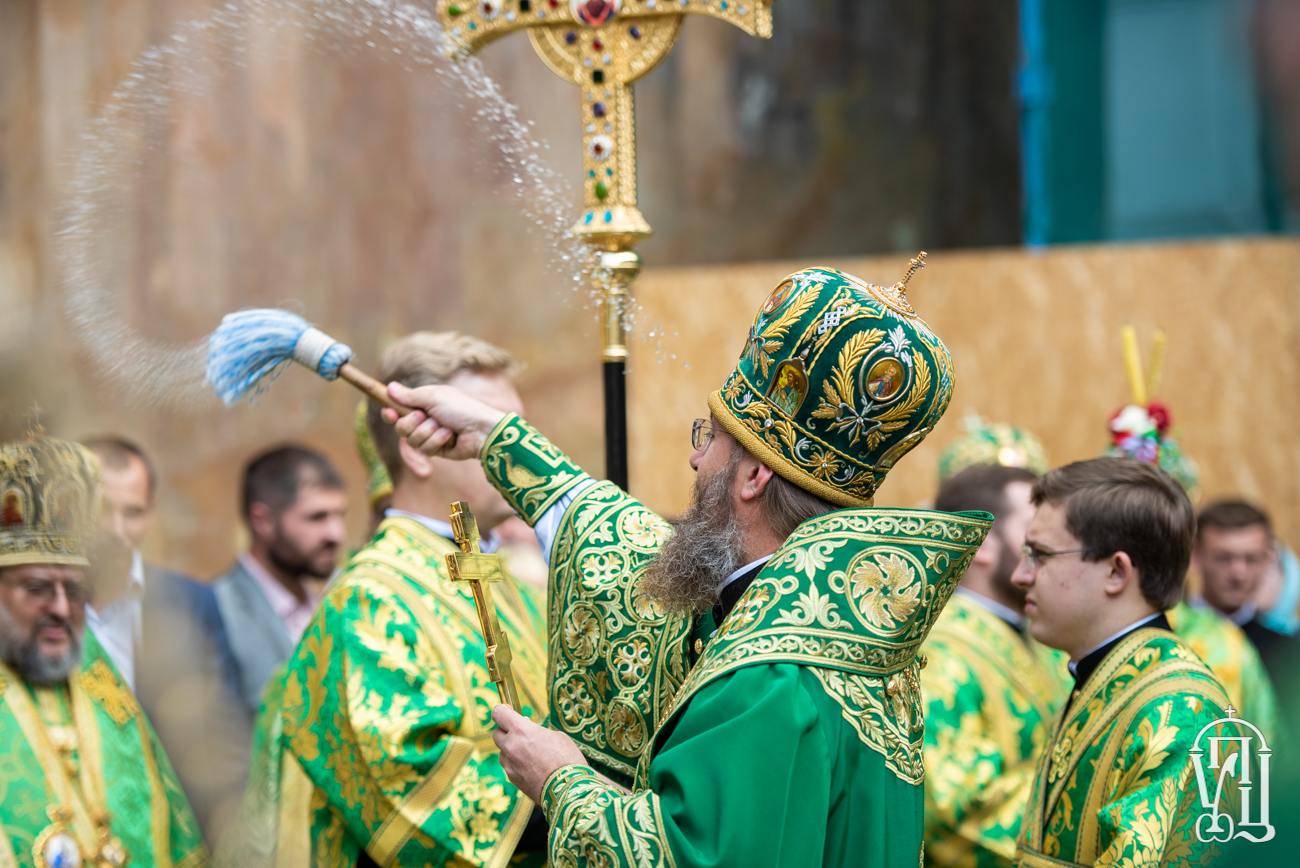
Nghi thức rẩy nước thánh
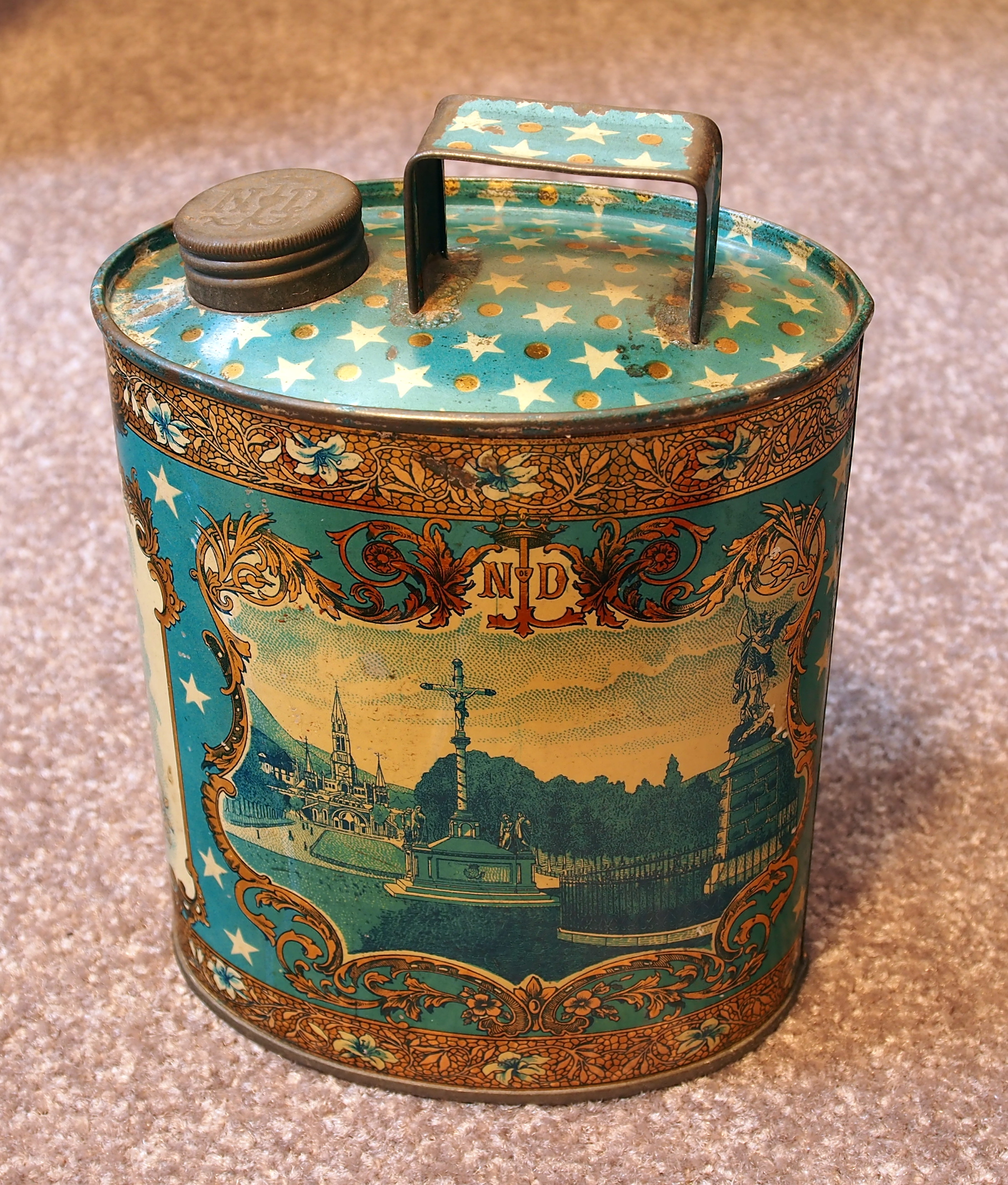
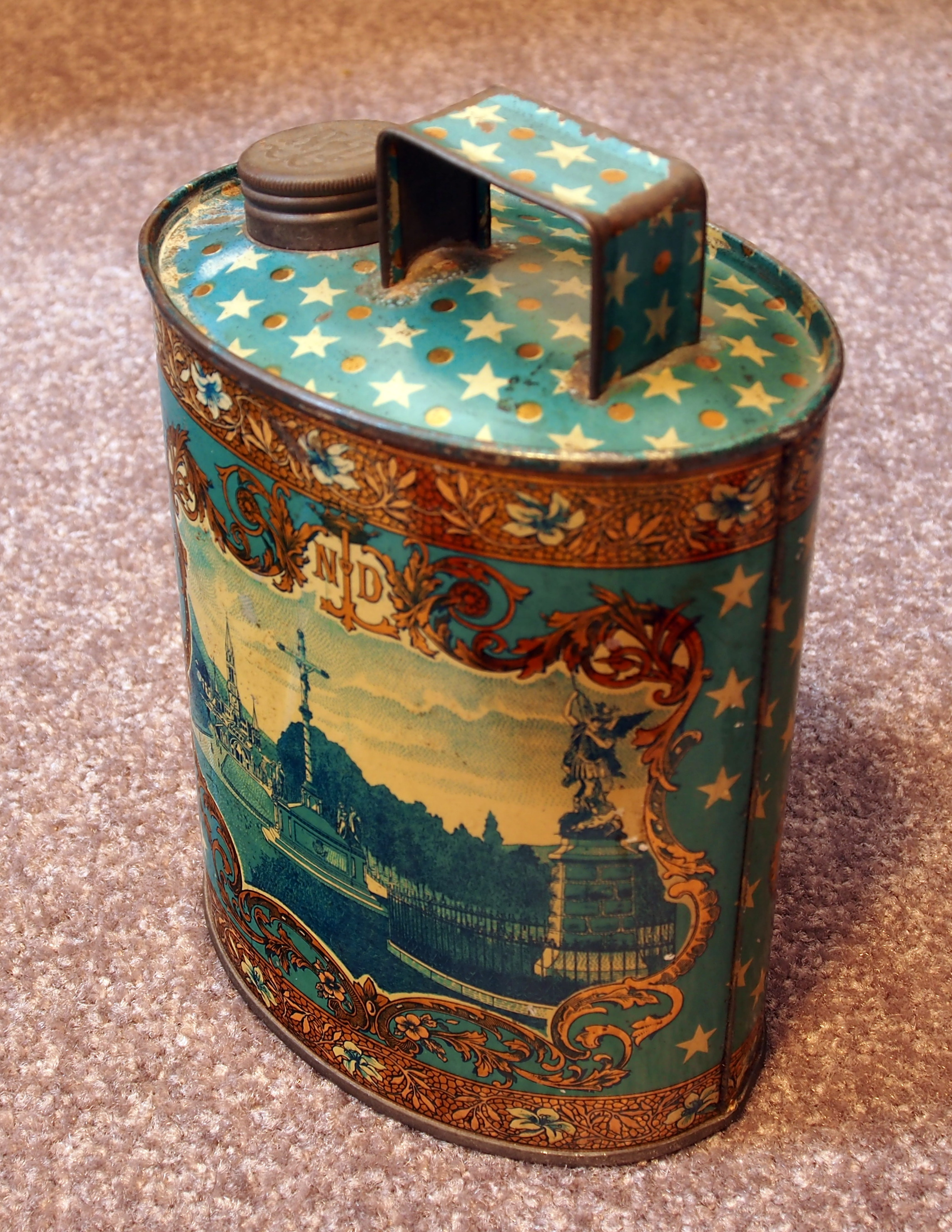
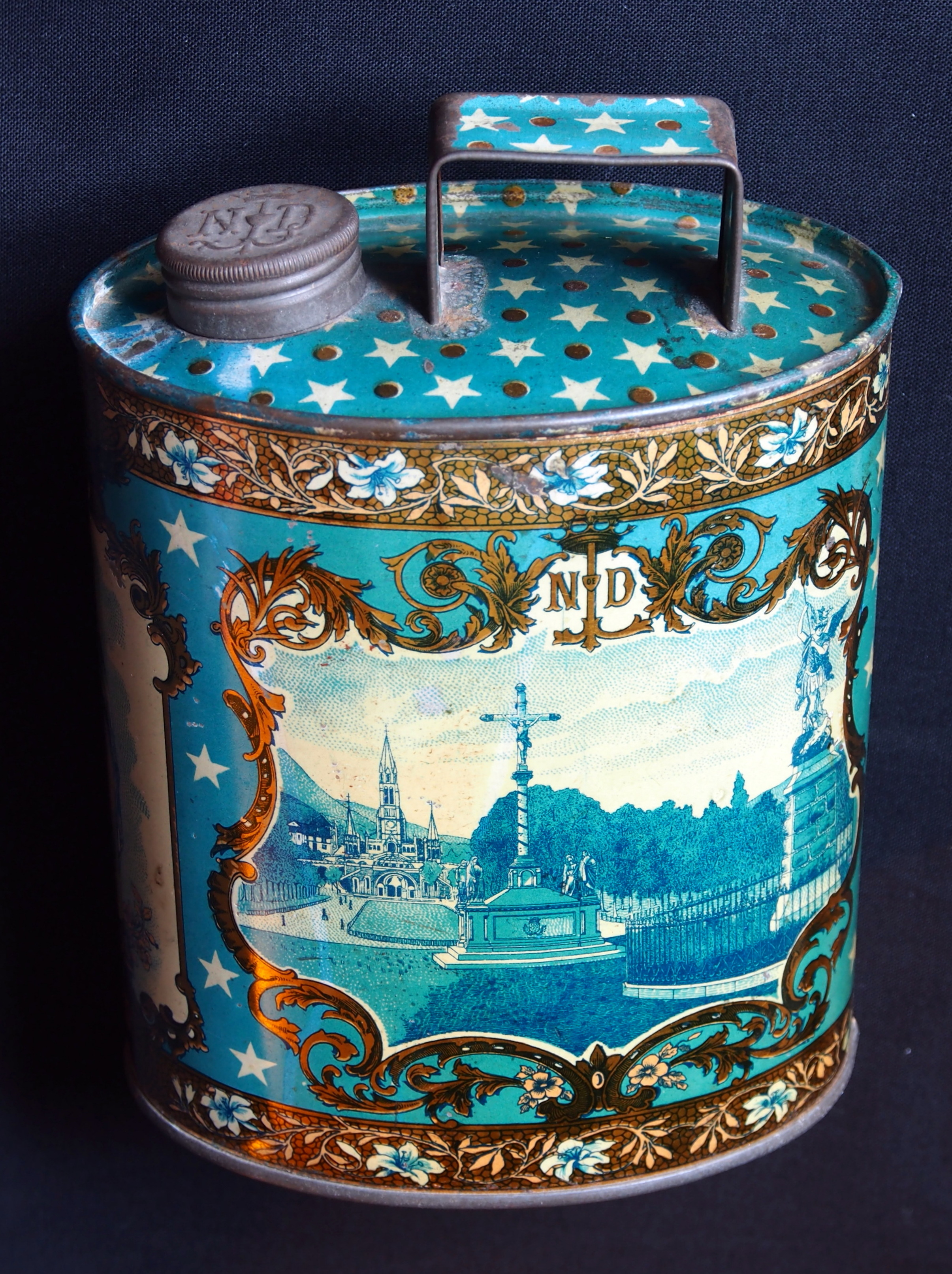
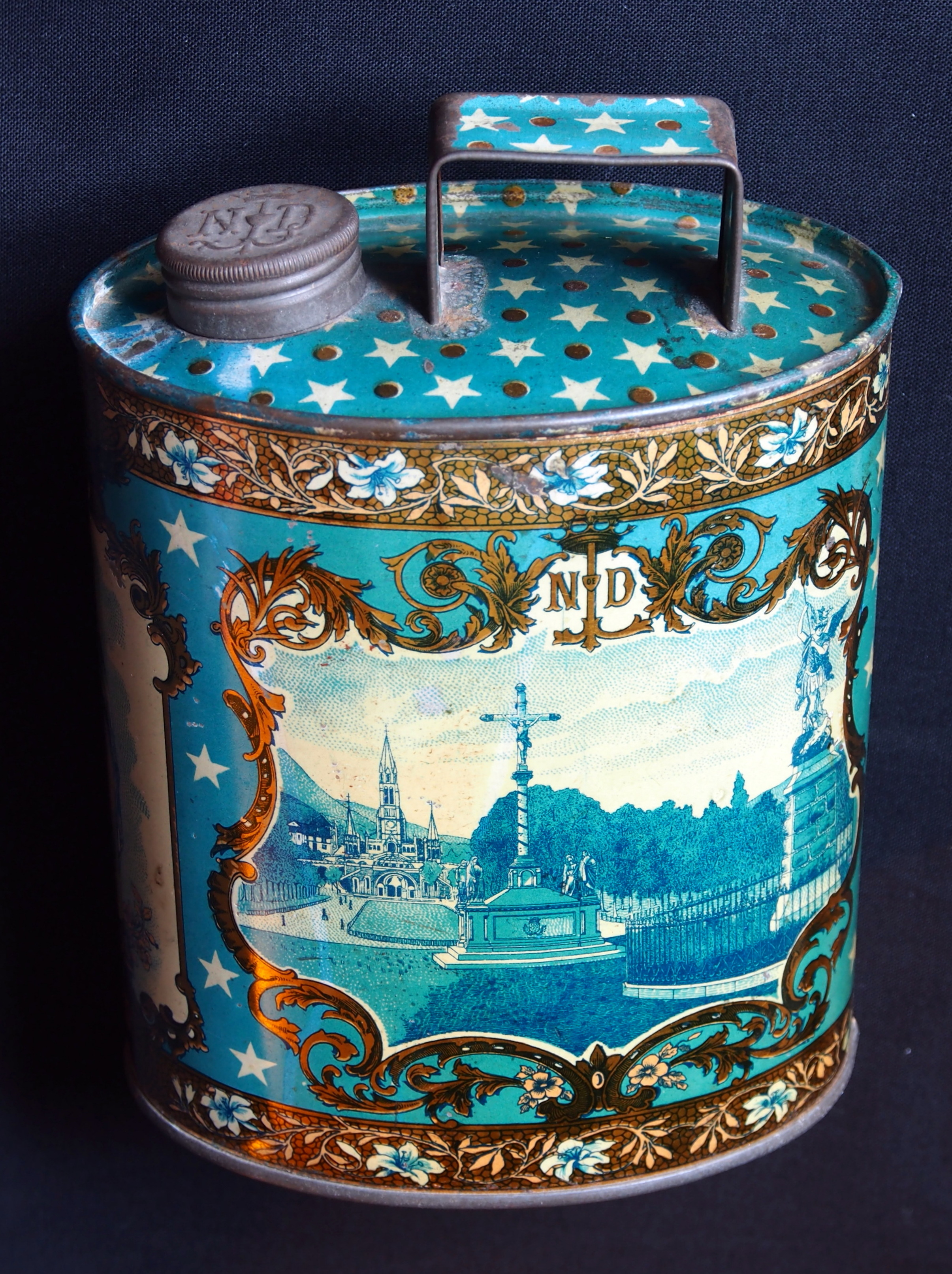
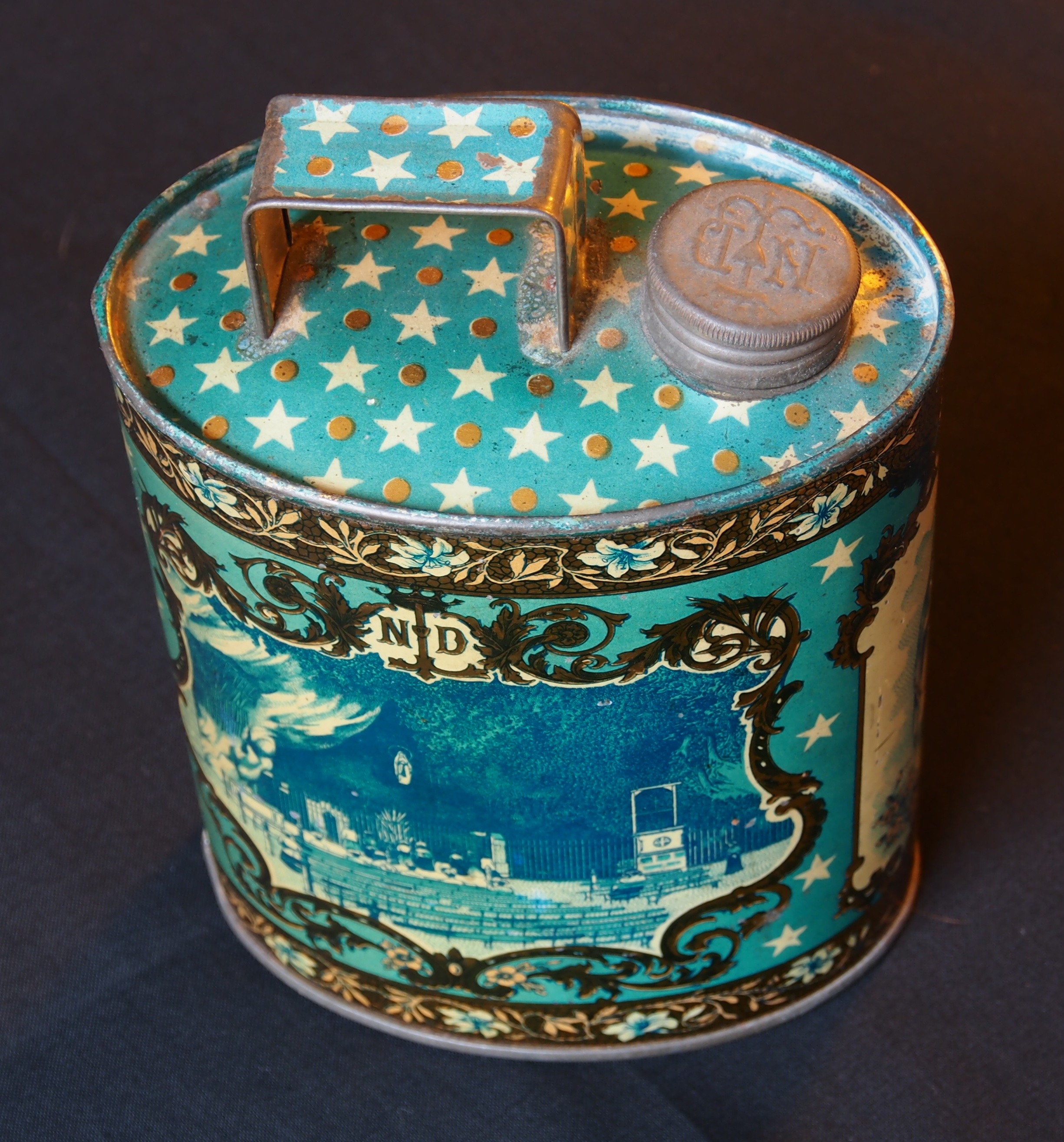
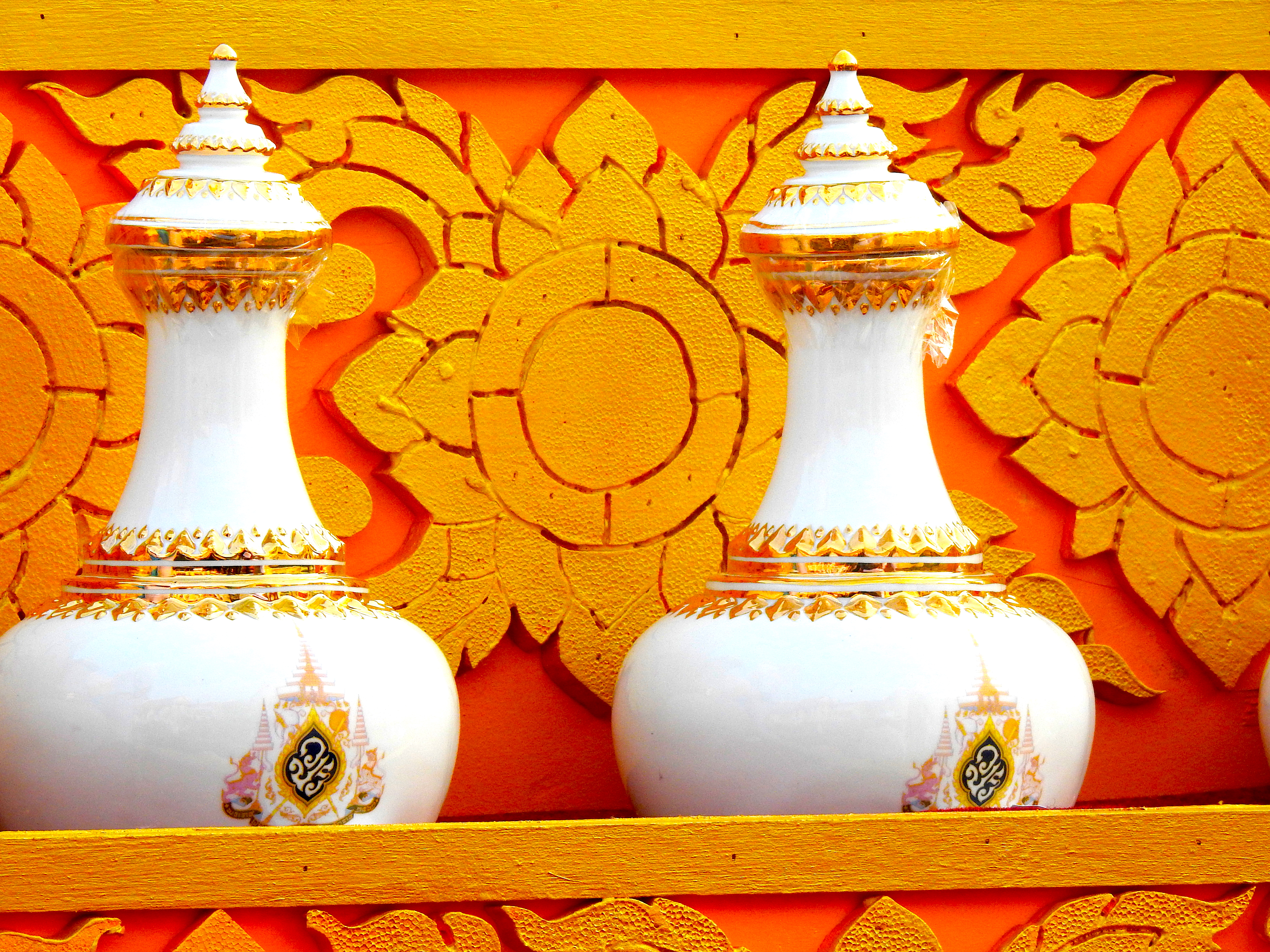
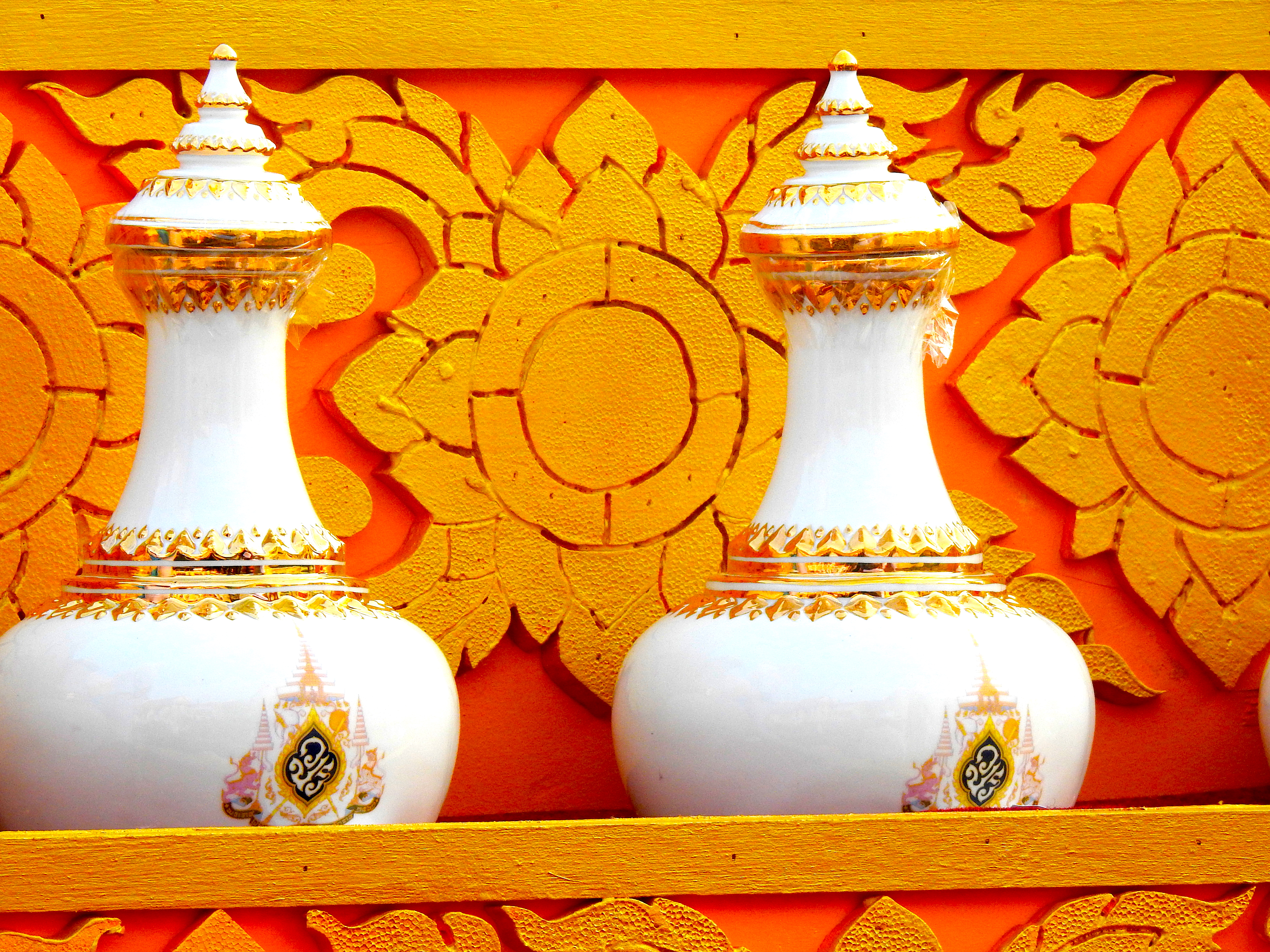
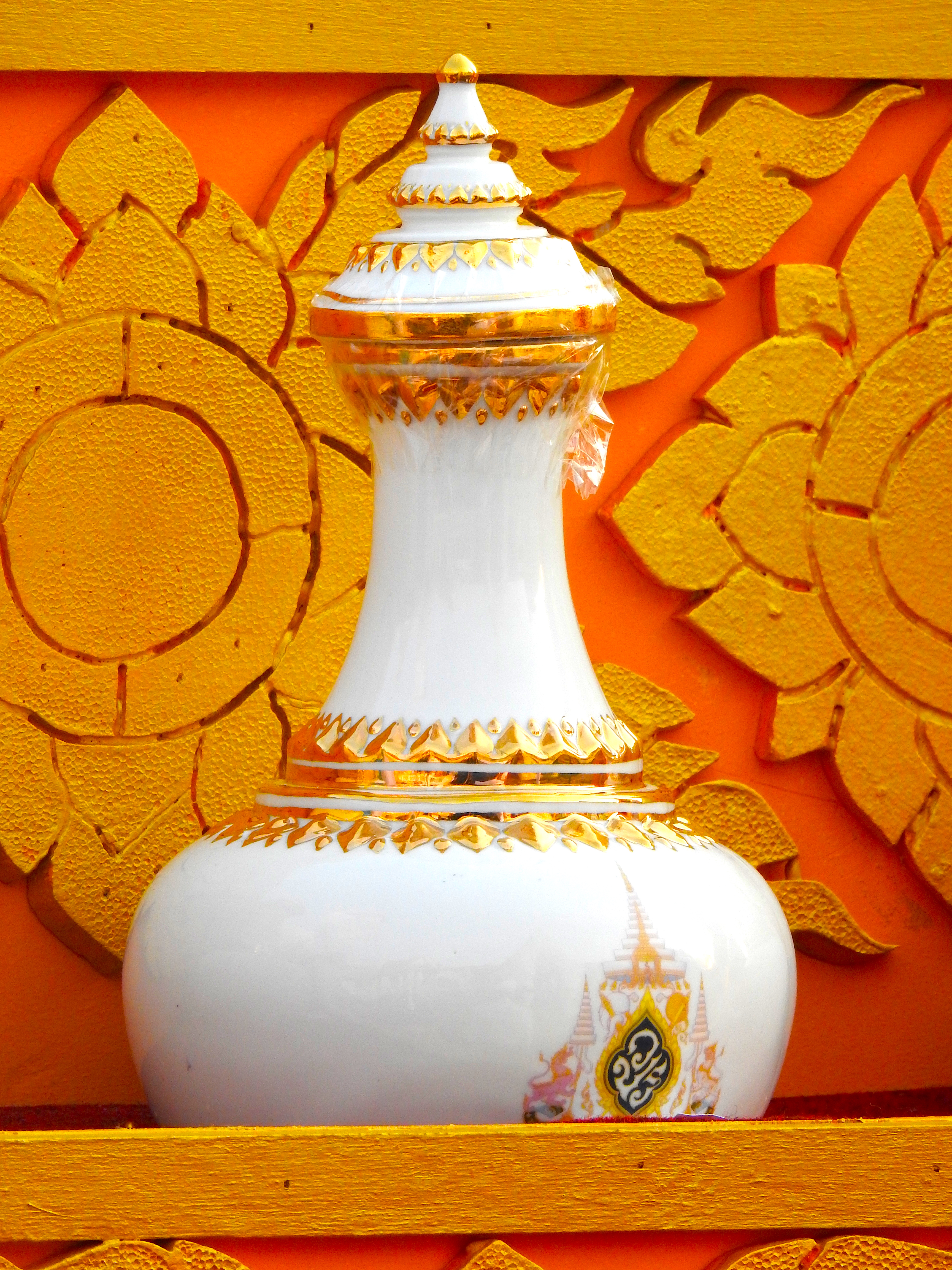
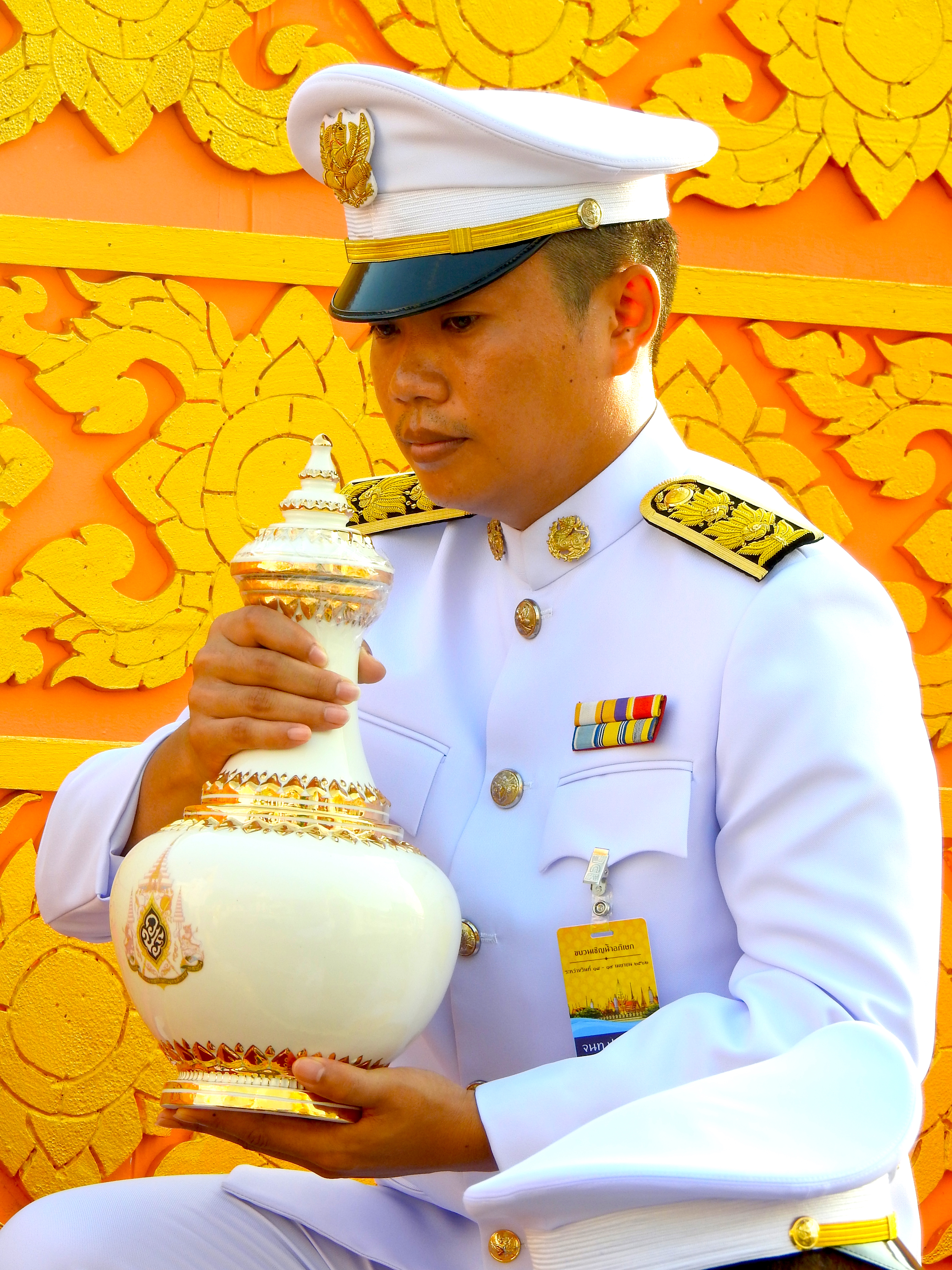
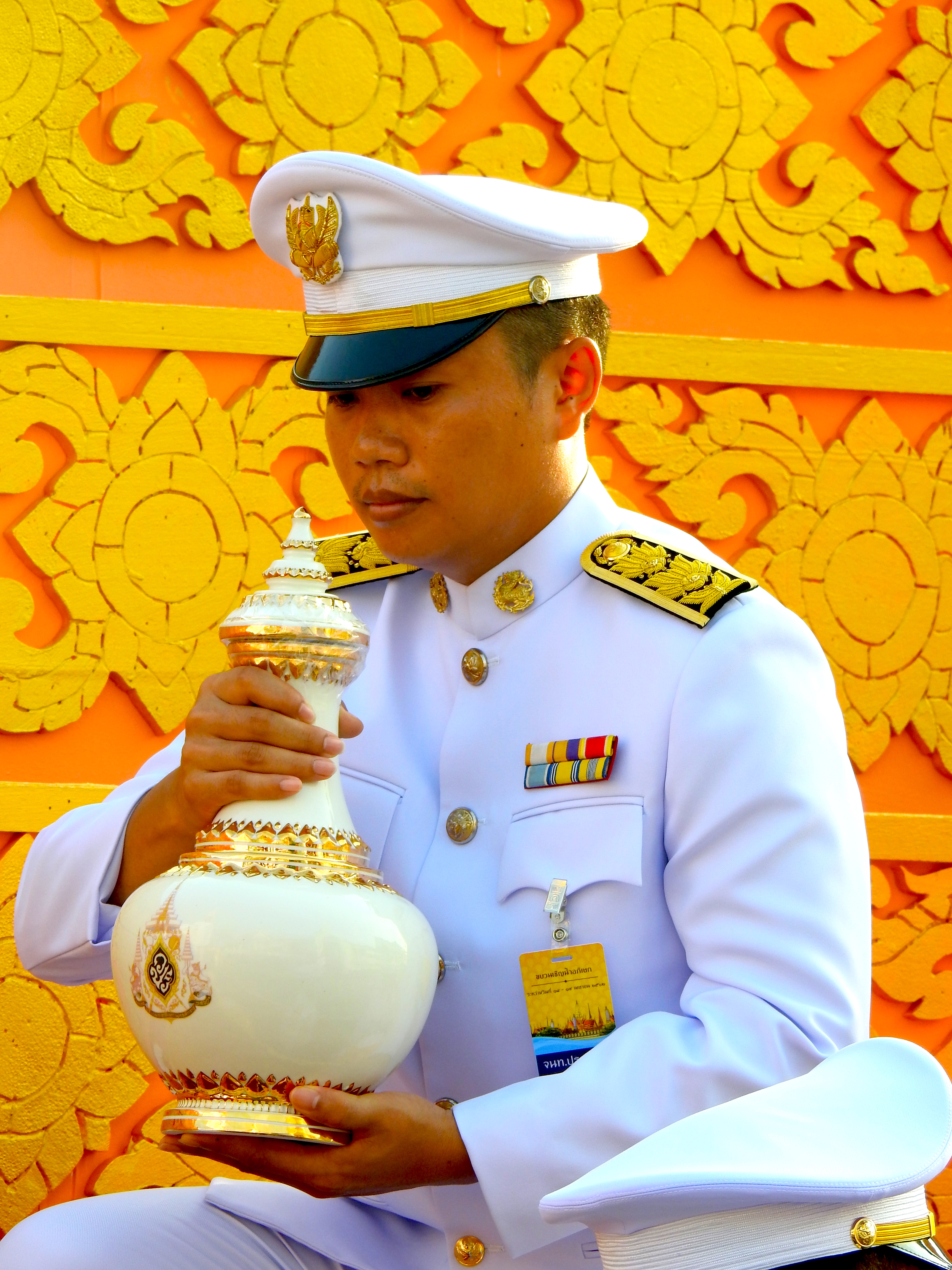